# Мухсін ібн Хусейн
Мухсін ібн Хусейн (араб. محسن بن حسين بن حسن بن أبي نمي; нар. 1576 — 29 квітня 1629) — 40-й шаріф і емір Мекки в 1624-1628 роках.

## Життєпис
Походив з гілки правлячої династії Хасанідів — бану-катада. Онук шаріфа Аль-Хасана III, син Хусейна ібн Хасана. Народився в Мецці. До 1601 року втратив батька. 1603 року після смерті стрийка Абу-Таліба стає одним з співемірів разом зі стрийками Ідрісом та Фухайдом.
Невдовзі виявив непевність своїх позицій, оскільки його співправителі зумілі зібрати значні війська та почали ворогувати. На деякий час виїхав до Єменського еялету. 1610 року, поверунвшись, допоміг Ідріс вигнати з Мекки Фухайда. Проте позиції мухсіна не посилилися. Втім стикнувся з практично одноосібним урядуванням Ідріса.
У жовтні 1624 року за допомоги стриєчного брата Ахмада ібн Абд аль-Муталіба зумів скликати великі збори (ахль аль-хал валь-акд) за участю представників Хасанідів, кадіїв, богословів, правників, знаті Мекки, на яких Ідріса було усунуто з посади еміра. Той не змирився з цим, виступивши проти Мухсіна. Бої тривали декілька діб, після чого настало 2-місячне перемир'я. Але зрештою Ідріс ібн Хасан залишив Мекку.
Мухсін був оголошений єдиним шаріфом, що було визнано османським султаном Мурадом IV у червні 1625 року. Невдовзі фактичний уряд очолив Ахмад, з яким Мухсін вступив у суперчку, відсторонивши того 1627 року від будь-якого впливу.
1628 року до Джидди прибув Курджі Ахмад-паша, валі Ємену, оскільки його корабель з його особистим вантажем затонув в порту Джидди. Він запрохав в шаріфа прислати пирнальників, щоб підняти вантаж. Але ті не змогли цього зробити. В свою чергу Ахмад ібн Абд аль-Муталіб переконав валі, що пирнальники навмисно не підняли вантаж за наказом шаріфа. Курджі Ахмад-паша наказав тих повісити й сам готувався рушити до Мекки, але помер. В свою чергу Ахмад зумів переманити на свій бік загін померлого, з яким в травні того ж року виступив проти Мухсіна. Останній рушив на суперника, але в цей момент отримав звістку про заколот Масуда, сина Ідріса ібн Хасана в Мецці. Тому швидко повернувся, але не наважився на спротив. Зрікся влади й перебрався до Ємену, де помер у квітні 1629 року поблизу Сани.